# 베네라 8호
베네라 8호(러시아어: Венера-8)는 소련의 베네라 계획에 포함된 우주 탐사선으로써, 금성을 탐사하기 위해 제작되었다.
베네라 8호는 대기 탐사선임과 동시에 착륙선이었다. 고도계, 감마선 분광기, 가스 분석기와 무선 통신기가 탑재되었다. 탐사선은 1972년 4월 6일 금성으로 갈 때 궤도 수정을 하고, 117일 만에 금성에 도달했다. 1972년 7월 22일 운반선(우주선 감지기, 태양풍 감지기와 자외선 분광기가 탑재되었다)에서 분리되어 대기권에 진입하였다. 운반선에 부착되어 있던 냉각 장비는 착륙선이 표면에서 오래 살아남을 수 있도록 미리 차갑게 해두었다. 진입 속도는 공력제동에 의해 41,696 km/h에서 900 km/h까지 줄어들었다. 2.5미터 크기의 낙하산은 60km의 고도에서 펼쳐졌다.
베네라 8호는 하강할 때 자료를 보내 왔다. 바람 속도는 고도 35~30 km 위에서 1 km/s 정도였고, 10 km 이하에서는 급격히 속도가 줄었다. 베네라 8호는 남경 10.70, 동경 335.25 좌표에서 약 150 km 정도의 범위 내 지역에서 협정 세계시 9시 32분에 착륙했는데, 이 지역은 바실리사 지역이라고 불린다. 아침에 햇빛은 명암 경계산 500 km 바깥까지 퍼졌다. 착륙선의 무게는 495 킬로그램이다. 착륙선은 50분 동안 계속 신호를 보내 왔고, 표면이 거칠어 착륙에 실패한 후 11초 동안만 신호를 보냈다. 착륙선에서 보내온 금성의 온도와 기압(섭씨 470도, 기압은 지구의 90배) 자료를 분석해 베네라 7호의 자료가 옮음을 확인했고, 표면의 사진을 찍기에 빛의 양이 적합하다고 보내왔다. 이는 지구에서 흐린 날에 1 km 밖에 있는 물체를 보는 것과 같다.
베네라 8호의 광도계는 금성의 구름이 높은 고도에만 존재한다는 것을 처음으로 밝혔고, 그 밑의 대기권은 상대적으로 선명했다. 감마선 분광계는 표면에 존재하는 우라늄/토륨/칼륨의 비율을 측정했고, 이 비율은 화강암과 비슷했다.

## 실험 기구
- 온도 및 압력 감지계 - ITD
- 가속도 감지계 - DOU-1M
- 광도계 - IOV-72
- 암모니아 분석기 - IAV-72
- 감마선 분광계 - GS-4
- 레이다 고도계
- 무선 도플러 실험 장치